# Okolona (Mississippi)

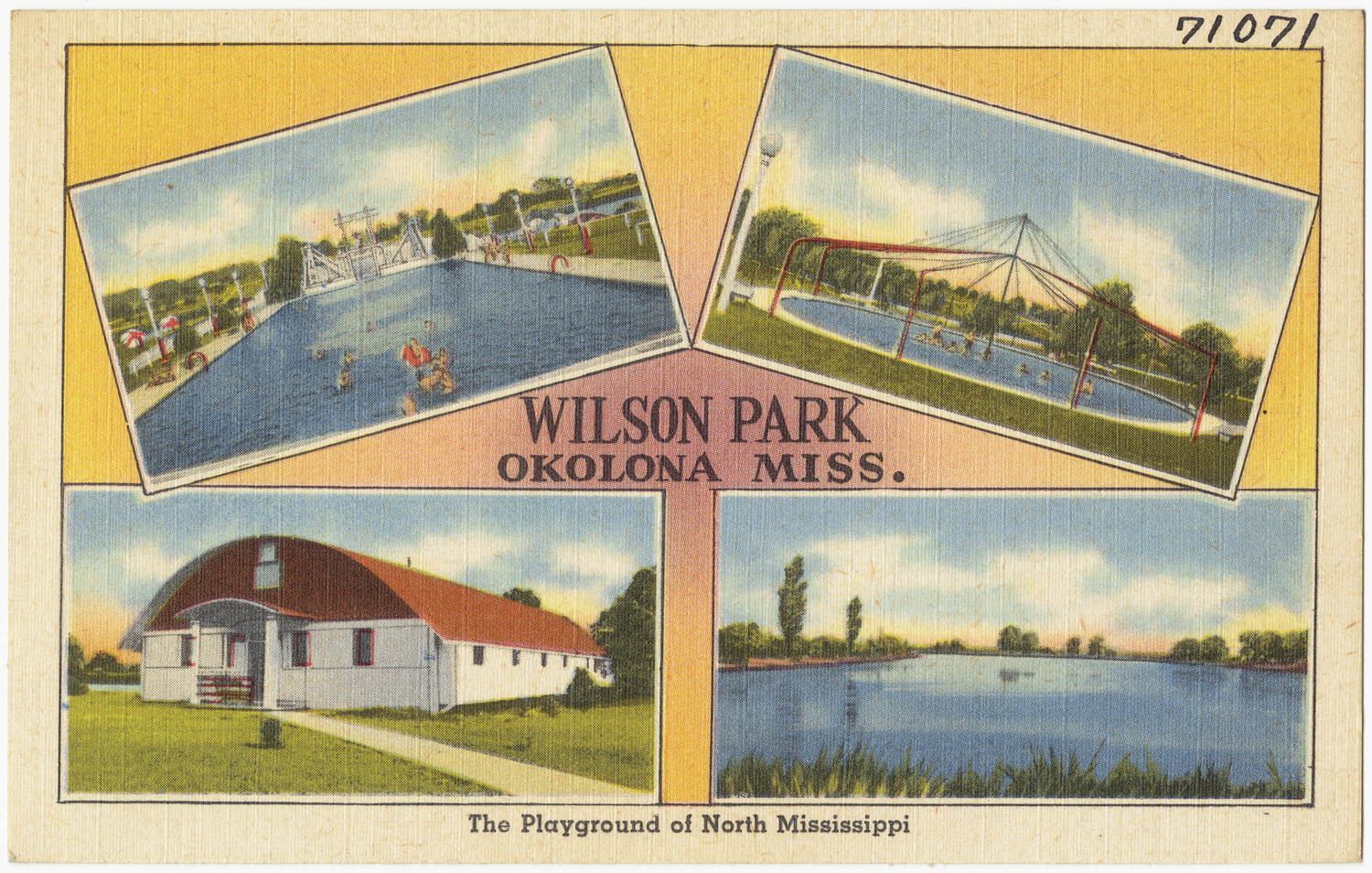
Une carte postale pour Wilson Park à Okolona, v. 1930-1945

Pour les articles homonymes, voir Okolona.
La ville d'Okolona est le siège du comté de Chickasaw, situé dans l'État du Mississippi, aux États-Unis. Sa population s’élevait à 2 513 habitants lors du recensement de 2020.

## Démographie
| Groupe      | Okolona | Mississippi | États-Unis |
| ----------- | ------- | ----------- | ---------- |
| Noirs       | 70,0    | 37,0        | 12,6       |
| Blancs      | 27,9    | 59,1        | 72,4       |
| Métis       | 1,1     | 1,2         | 2,9        |
| Autres      | 0,9     | 1,3         | 6,4        |
| Amérindiens | 0,5     | 0,5         | 0,9        |
| Asiatiques  | 0,1     | 0,9         | 4,8        |
| Total       | 100     | 100         | 100        |
|             |         |             |            |
| Hispaniques | 1,3     | 2,8         | 16,7       |

Selon l'American Community Survey, pour la période 2011-2015, 99,48 % de la population âgée de plus de 5 ans déclare parler anglais à la maison, alors que 0,32 % déclare parler une langue africaine, 0,20 % l'allemand.